# Эквадорский парламентский референдум (2007)
Эквадорский парламентский референдум проходил 15 апреля 2007 года по поводу созыва Конституционного собрания для принятия новой Конституции. Предложение было одобрено 87% голосов избирателей при явке 71% и выборы Конституционного собрания были проведены 30 сентября 2007 года, на которых большинство мест получил Альянс ПАИС президента Рафаэля Корреа.

## Вопрос
На референдум был вынесен следующий вопрос::
«¿Aprueba usted, que se convoque e instale una Asamblea Constituyente con plenos poderes de conformidad con el estatuto electoral que se adjunta, para que se transforme el marco institucional del Estado y elabore una nueva Constitución?"»
«Одобряете ли вы созыв и учреждение Учредительного собрания, наделённого всеми полномочиями в соответствии с прилагаемым избирательным статутом, с тем чтобы институциональная структура государства была преобразована и могла быть составлена новая Конституция?»

## Предвыборная обстановка
Референдум был объявлен президентом Рафаэлем Корреа 15 января 2007 года и первоначально планировалось его провести 18 марта 2007 года. 23 января 2007 года Избирательный трибунал решил направить объявление о референдуме на рассмотрение Национального конгресса, который позже одобрил его, хотя голосование было бойкотировано большим количеством парламентариев. Опрос, проведенный в январе 2007 года, показал, что это предложение поддерживает 70% избирателей.